# 川上宏昭
川上 宏昭（かわかみ ひろあき、1927年11月6日 - ）は、日本の作詞家。別名義に日野 あきら（ひの あきら）がある。

## 経歴
茨城県水戸市出身。旧制土浦中学校（現在の茨城県立土浦第一高等学校）を経て1948年（昭和23年）に明治学院専門学校（現在の明治学院大学）を卒業。茨城県内の中学校・高等学校で教諭を務める。1963年（昭和38年）、県が歌詞を公募した「茨城県民の歌」で応募作が入選。これ以後も第29回茨城国体記念の国体音頭や県内の校歌・幼稚園の園歌などの作詞を多数手掛けている。
1964年（昭和39年）に茨城県庁へ入庁し、教育庁社会教育課主事・県立水戸青年の家所長・県立社会教育研修センター所長等を経て1982年（昭和57年）に社会教育課長へ至る。1984年（昭和59年）に県立石岡商業高校、1986年（昭和61年）に県立水戸商業高校の校長を歴任し、定年退職後の1990年（平成2年）には筑波情報ビジネス専門学校（現在のアール情報ビジネス専門学校）校長に就任した。
代表作である「茨城県民の歌」の3番には、那珂郡東海村の日本原子力研究所（現在の日本原子力研究開発機構）による国内で初めての臨界達成を礼賛する趣旨の表現が含まれている。ただし、該当する箇所は審査委員会が補作の工程で手を入れた結果であり、川上が応募した際の原詞にストレートな原子力発電礼賛はなく先端技術の研究開発施設が東海村に数多く立地していることを抽象的に描写したものだったとされる。

## 作詞
特に注記の無い場合は川上宏昭名義。

### 自治体歌等
- 茨城県民の歌（補作：茨城県民の歌審査委員会）
- 茨城国体音頭「わしが茨城」（補作：矢野亮）

### 校園歌
- 茨城県立牛久高等学校校歌
- 水戸市立常澄中学校校歌
- 茨城県立坂東総合高等学校校歌
- 茨城県立日立商業高等学校校歌
- 取手市立藤代中学校校歌
- 水戸市立稲荷第一小学校校歌
- 土浦市立荒川沖小学校校歌
- 土浦市立神立小学校校歌
- 下妻市立騰波ノ江小学校校歌
- 取手市立井野小学校校歌 - 2015年（平成27年）3月、取手市立小文間小学校、取手市立吉田小学校と統合により、閉校し、4月から、取手市立取手東小学校となったため、現在使用していない
- 取手市立白山西小学校校歌 - 2016年（平成28年）3月、取手市立稲小学校と統合により、閉校し、4月から、取手市立取手西小学校となったため、現在使用していない
- 龍ケ崎市立馴柴小学校校歌
- つくば市立竹園東小学校校歌
- 筑西市立長讃小学校校歌
- 常総市立飯沼小学校校歌
- 神栖市立波崎小学校校歌
- つくばみらい市立谷井田小学校校歌
- 茨城町立長岡小学校校歌
- 小美玉市立玉里北小学校校歌
- 阿見町立阿見第一小学校校歌
- 茨城県立水戸特別支援学校校歌
- 常磐大学幼稚園園歌
- 結城市立結城西小学校校歌
- 北茨城市立中郷第一小学校校歌

### 歌謡曲・その他
以下は日野あきら名義。
- 鵜の岬エレジー（池端栄一）
- おんな坂三丁目（丘とみ子）
- 霧笛（門脇はる美）
- 恋の白浜・女来島（門脇はる美）
- 銀八旅しぐれ（山本和嘉三）
- ハートピア音頭（社会福祉法人愛の会）[3]